# 清水八重子
清水 八重子（しみず やえこ、1983年1月7日 - ）は、埼玉県出身の元バスケットボール選手である。

## 人物
星野女子高校からシャンソン化粧品に入社。ヤングウーメン日本代表にも選出されるが、出場機会に恵まれず。
2003年に一度引退。2004年に富士通で復帰するが、出場数は劇的に増えることなく引退。

## 経歴
- 星野女子高校 - シャンソン化粧品（2001年 - 2003年） - 富士通（2004年 - 2006年）

## 日本代表歴
- 2002ヤングウーメンアジア選手権